# اوکوود-لینکلن پارک
اوکوود-لینکلن پارک (به انگلیسی: Oakwood-Lincoln Park) یک منطقهٔ مسکونی در ایالات متحده آمریکا است که در ناکسویل، تنسی واقع شده‌است.